# Billy Wallace (Pianist)
Billy Wallace (* 20. August 1929 in Milwaukee, Wisconsin; † 7. Dezember 2017 in Denver, Colorado) war ein US-amerikanischer Jazzpianist.
Wallace spielte 1949 bei Buddy Ryland und wirkte Mitte der 1950er-Jahre bei Aufnahmen von Max Roach/Clifford Brown (In 3/4 Time) und Porter Kilbert mit. Außerdem spielte er in Chicago mit Illinois Jacquet, Von Freeman und Charlie Parker. 1957 nahm er in Triobesetzung in Chicago unter eigenem Namen auf (B.W.); Ende des Jahrzehnts auch mit Frank Strozier, Johnny Pate/Tiny Topsy, 1962 mit Billy Mitchell und 1965 mit Bunky Green. Im Laufe seiner Karriere war er Begleitmusiker für Billie Holiday, Carmen McRae, Anita O’Day, Johnny Hartman, Arthur Prysock und Lou Rawls. In den 1990er-Jahren arbeitete er noch mit Edmonia Jarrett und Floyd Standifer (How Do You Keep the Music Playing). In seinen späteren Jahren arbeitete er in Seattle und in Denver. Im Bereich des Jazz war er zwischen 1949 und 1997 an 25 Aufnahmesessions beteiligt.

## Diskographische Hinweise
- Coming Home (1979), mit Mark Simon, Randy Bauer, Tommy Tipton
- Soulful Delight (1994), mit Phil Sparks, Clarence Acox